# 实习医生成长记
实习医生成长记（英語：Scrubs），美国情景喜剧，由美国广播公司工作室（ABC Studios）于2001年制作。台灣FX翻譯為《醫院狂想曲》，RTL CBSENTERTAINMENT則翻譯為《實習醫生狂想曲》。
主要演员有扎克·布拉夫、萨拉·朝克、唐纳德·费森、尼尔·弗林、肯·詹金斯、约翰·麦吉利、朱迪·雷耶斯、迈克尔·莫斯利等。
該劇於2001年10月2日起播出，直到2010年3月17日結束。
《实习医生成长记》曾获17次艾美奖提名，包括导演、剪辑、编剧等。

## 外部連結
- 互联网电影数据库（IMDb）上《Scrubs》的资料（英文）
- Scrubs（页面存档备份，存于） at Disney–ABC Domestic Television